# Kathleen Lloyd
Kathleen Lloyd (Santa Clara (Californië), 13 september 1948), geboren als Kathleen Gackle, is een Amerikaanse actrice.

## Biografie
Lloyd begon in 1970 met acteren in de televisieserie Bracken's World. Hierna heeft zij nog meerdere rollen gespeeld in televisieseries en films zoals Ironside (1970-1973), The Missouri Breaks (1976), Hill Street Blues (1982-1983), Magnum, P.I.(1982-1988), Equal Justice (1990-1991), ER (1997-1998), Diagnosis Murder (1999) en The Practice (1999-2000). Lloyd acteerde in 2004 voor het laatst, wat zij hierna gedaan heeft is niet bekend.
Lloyd is in 1984 getrouwd en heeft hieruit een zoon (1991), zij is later weer gescheiden.

## Filmografie[2]

### Films
- 1999 Fly Boy – als Kate
- 1996 The Uninvited – als ??
- 1994 Someone She Knows – als ??
- 1994 The Man with Three Wives – als Lillian
- 1987 Best Seller – als Annie
- 1987 U.S. Marshals: Waco & Rhinehart – als Connie Stevik
- 1985 Obsessed with a Married Woman – als Wendy
- 1985 Sins of the Father – als Louise Bertolli
- 1984 Call of Glory – als Elly Thomas
- 1983 Shooting Stars – als Laura
- 1982 Gangster Wars – als Stella Siegel
- 1981 The Choice – als Elaine
- 1980 The Jayne Mansfield Story – als Carol Sue Peters
- 1980 Make Me an Offer – als Millie Barash
- 1979 High Midnight – als Lee
- 1979 Take Down – als Jill Branish
- 1978 Lacy and the Mississippi Queen – als Kate Lacy
- 1978 It Lives Again – als Jody Scott
- 1978 Skateboard – als Millicent Broderick
- 1977 The Car – als Lauren
- 1976 The Missouri Breaks – als Jane Braxton
- 1974 Sorority Kill – als ??
- 1973 Incident on a Dark Street – als Louise Trenier

### Televisieseries
Uitgezonderd eenmalige gastrollen.
- 1999 – 2000 The Practice – als Allison Olson – 3 afl.
- 1999 Diagnosis Murder – als Emma Bornstein – 2 afl.
- 1997 – 1998 ER – als dr. Mack – 2 afl.
- 1994 Dr. Quinn, Medicine Woman – als Julia Grant – 2 afl.
- 1990 – 1991 Equal Justice – als Jesse Rogan – 26 afl.
- 1983 – 1988 Magnum, P.I. – als Carol Baldwin – 19 afl.
- 1982 – 1983 Hill Street Blues – als verpleegster Linda Wulfawitz – 4 afl.
- 1981 Shannon – als Ivy  – 2 afl.
- 1970 – 1971 Room 222 – als Abbie Domier – 2 afl.

- Biblioteca Nacional de España: XX5036635
- Bibliothèque nationale de France: cb14199946q (data)
- International Standard Name Identifier: 0000 0001 1442 0469
- Library of Congress Control Number: no2011009263
- SNAC: w6gz324k
- Virtual International Authority File: 37127055
- WorldCat: E39PBJtrWxvhMYKH76HrDbXKh3